# Farsley
Farsley – miasto w Anglii, w hrabstwie ceremonialnym West Yorkshire, w dystrykcie metropolitalnym Leeds. Leży 9 km na zachód od miasta Leeds i 277 km na północ od Londynu.